# Wellington Mara
Wellington Timothy Mara (New York, 14 agosto 1916 – New York, 25 ottobre 2005) è stato un imprenditore statunitense.
Fu uno dei proprietari dei New York Giants, nonché una della figure più importanti ed influenti della storia della National Football League (NFL)

## Biografia
Figlio di Timothy Mara, fondatore dei New York Giants nel 1925, lavorò per tutta la vita nella franchigia ricoprendo via via ruoli differenti. Iniziò subito, dopo la laurea, come assistente del presidente e tesoriere nel 1937, fu poi segretario dal 1938 al 1940, vicepresidente e segretario dal 1945 al 1958. Alla morte del padre, nel 1959, ereditò, assieme al fratello Jack, la proprietà della franchigia. Fu vicepresidente dei New York Giants dal 1959 al 1965, e successivamente presidente dal 1966 al 1990. Nel 1991, dopo la cessione del 50% della franchigia dalla famiglia Mara al miliardario Preston Robert Tisch, assunse la carica di presidente e co-CEO, che mantenne fino alla morte.
Per il suo contributo al football americano, nel 1997 Wellington Mara venne inserito nella Pro Football Hall of Fame, dove era già presente il padre Timothy.
Profondamente religioso, da giovane studiò dai Gesuiti della Loyola High School di New York, per poi iscriversi alla Fordham University dove si laureò nel 1937. Si sposò con Ann Mumm che gli diede 11 figli: John Kevin, Susan Ann, Timothy Christopher, Stephen Vincent, Francis Xavier, Sheila Marie, Kathleen Mary, Maureen Elizabeth, Ann Marie, Meghan Ann, and Colleen Elizabeth.
Nel 1941 la NFL usò per la prima volta un pallone in onore di Wellington Mara chiamato "The Duke" su suggerimento di George Halas, questo perché Timothy Mara lo aveva aiutato a fare in modo che la Wilson Sporting Goods Co. diventasse il fornitore ufficiale dei palloni da gioco per la NFL, infatti Wellington fu chiamato così da suo padre come il duca di Wellington e quando era ragazzo i giocatori dei Giants gli avevano dato il soprannome di "The Duke".
Nei primi giorni dell'aprile del 2005 gli venne diagnosticato un tumore. Morì il 25 ottobre del 2005 all'età di 89 anni, nella sua casa di New York circondato dalla sua numerosa famiglia.